# Ernst Chladni
Ernst Florens Friedrich Chladni (født 30. november 1756, død 3. april 1827) var en tysk fysiker og musiker. Hans vigtigste virke, som han undertiden er kendt som faderen til akustik, omfattede forskning på vibrerende plader og beregningen af lydhastigheden for forskellige gasser.